# Aspalathus pycnantha
Aspalathus pycnantha är en ärtväxtart som beskrevs av Rolf Martin Theodor Dahlgren. Aspalathus pycnantha ingår i släktet Aspalathus och familjen ärtväxter. Inga underarter finns listade i Catalogue of Life.